# Rolex Paris Masters 2024
Rolex Paris Masters 2024 — тенісний турнір, що проходив на кортах з твердим покриттям у Парижі (Франція) з 28 жовтня до 3 листопада. Належав до категорії ATP Masters 1000, був турніром серії Мастерс Париж 2024 року.

## Фінальна частина

### Одиночний розряд
Александр Зверєв —  Юго Енбер 6–2, 6–2

### Парний розряд
Веслі Колгоф /  Нікола Мектич —  Ллойд Гласспул /  Адам Павласек 3–6, 6–3, [10–5]